# Mode 1400–1500

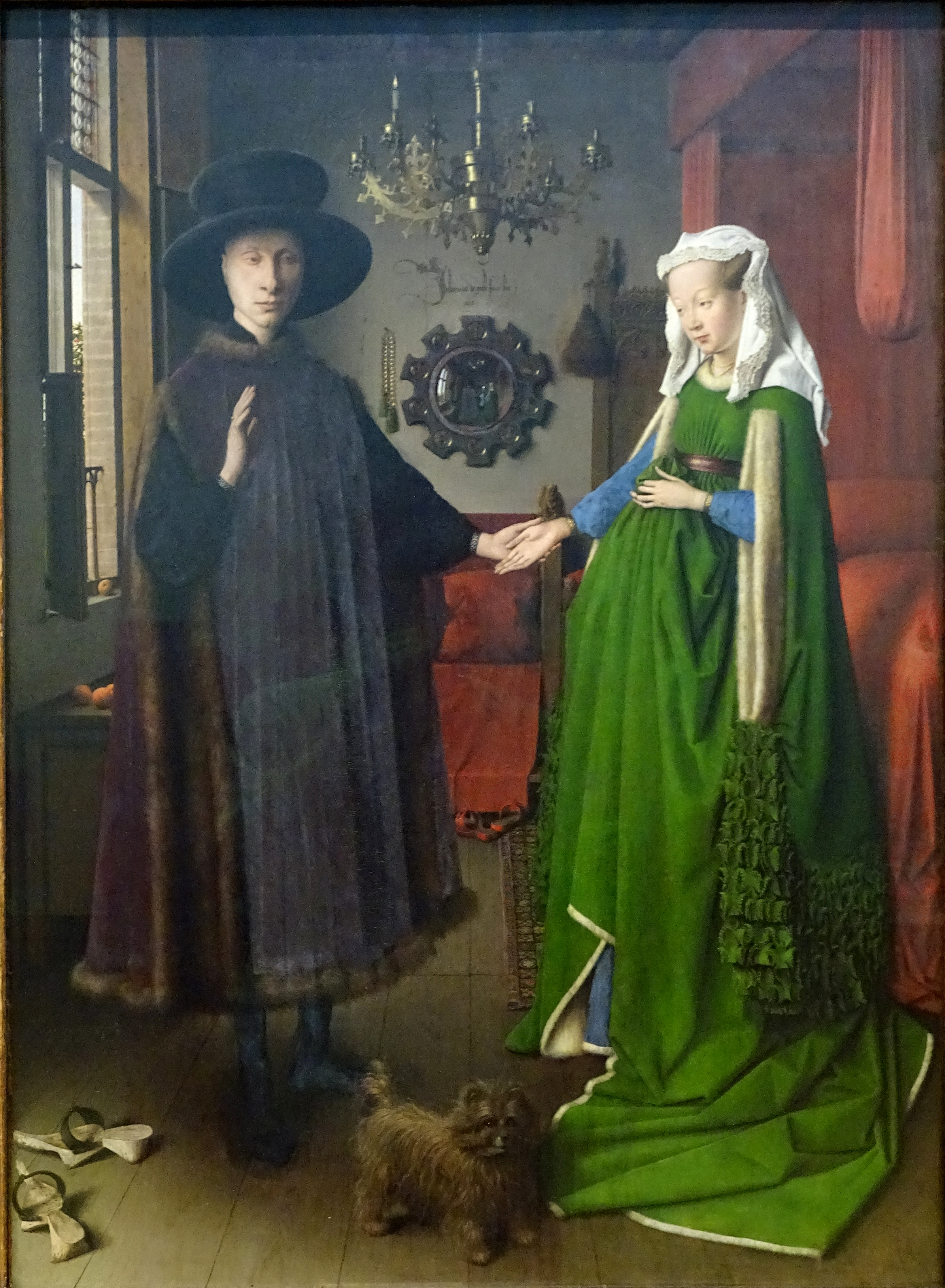

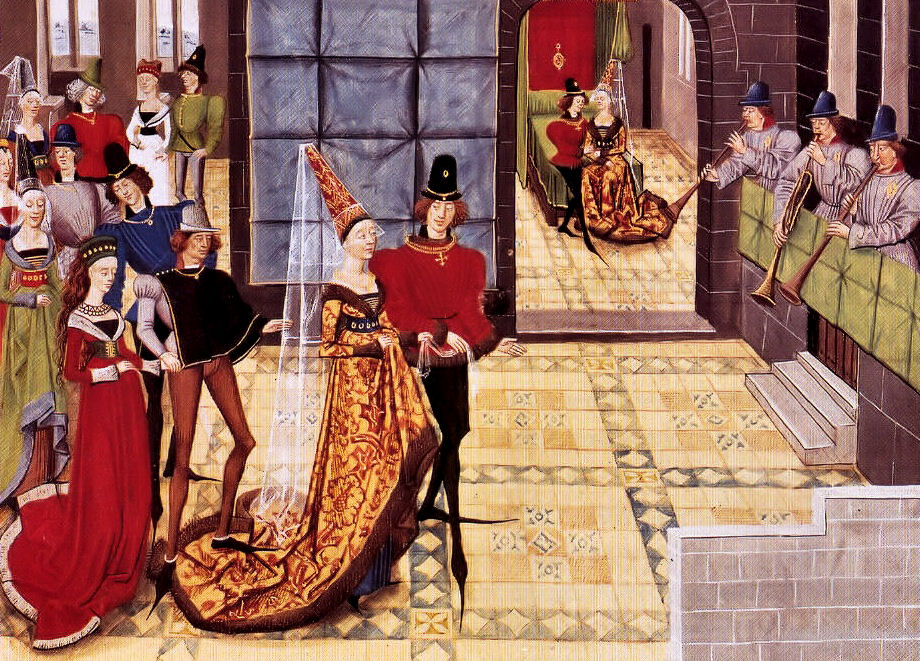

Mode 1400–1500 syftar på modet i Europa under 1400-talet. Under denna tidsperiod var mode ett västerländskt fenomen, eftersom klädedräkten i andra delar av världen under denna tidsperiod bestod av en etnisk och kulturell klädedräkt, som inte genomgick förändringar efter modets växlingar på det sätt som skedde i Europa. 

## Allmänt
Inspirationen kom under 1400-talet främst från Renässansens Italien och Burgund (Östra Frankrike och Belgien-Nederländerna): det var vid denna tid en annan typ av hovkultur spred sig från Italien och via Burgund till resten av Europas hov, med offentlig representation som en viktig del, där kläder spelade en viktig roll. Under 1400-talet inkom en reaktion mot 1300-talets snäva mode, som byttes ut mot ett mer veckrikt mode. De populära färgerna under 1400-talet var grönt och svart vid sidan av den oföränderligt populära rödfärgen, och mönstrade och broderade brokadtyger, sammet och brodyr med guld- och silvertråd. 

## Dammode

### Klädedräkt
Över linnesärken bar kvinnor en figurnära underklänning (kirtle, kjortel), och över denna en överklänning. Underklänningen fortsatte under 1400-talet den tidigare utvecklingen med en allt vidare kjol och snävare liv, något som åstadkoms genom kilar och snörning i livet: denna klänning kunde bäras utan överklänning, som vardagsplagg. Över denna bars en övre klänning. 1300-talets figurnära surkotklänning avlöstes omkring 1400 av en lång, vid, veckrik houppelande. Den typiska klänningen var en långärmad houppelande, med en V-ringning djup nog att visa underklänningens kontrasterande färg, som knöts ihop med ett skärp strax under bysten, och gärna hade släp.  

### Hår och huvudbonad
En stor mängd fantasifulla huvudbonader bars av kvinnor under 1400-talet. Genomskinliga slöjor draperades med hjälp av järntrådar i olika fantasifulla former kring de flätade frisyrerna: det mest kända av dessa blev de berömda struthattarna, så kallade hennins från Burgund, upplevde sin storhetstid cirka 1450–1490.
Utanför överklassen bar gifta kvinnor fortfarande frudok av samma slag som förut, dock började det förekomma mössor istället för dok och slöjor. I renässansens Italien blev det accepterat för gifta kvinnor att visa sig barhuvade, något som tidigare enbart hade varit accepterat för ogifta kvinnor.

### Bildgalleri

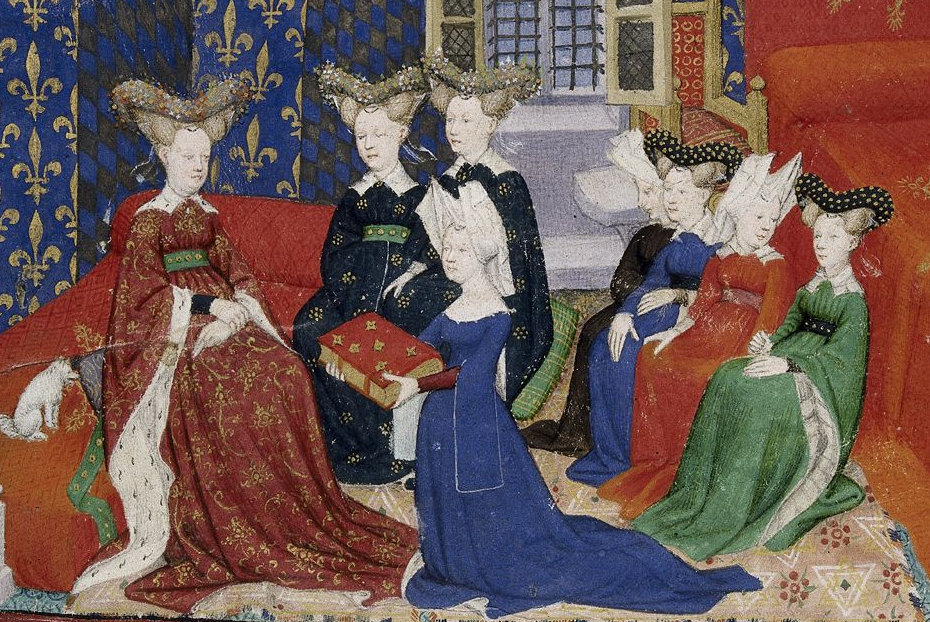
1410-talet. Vida överklänningar var nu igen modernt. Fantasifulla huvudbonader (hennin) i olika former.
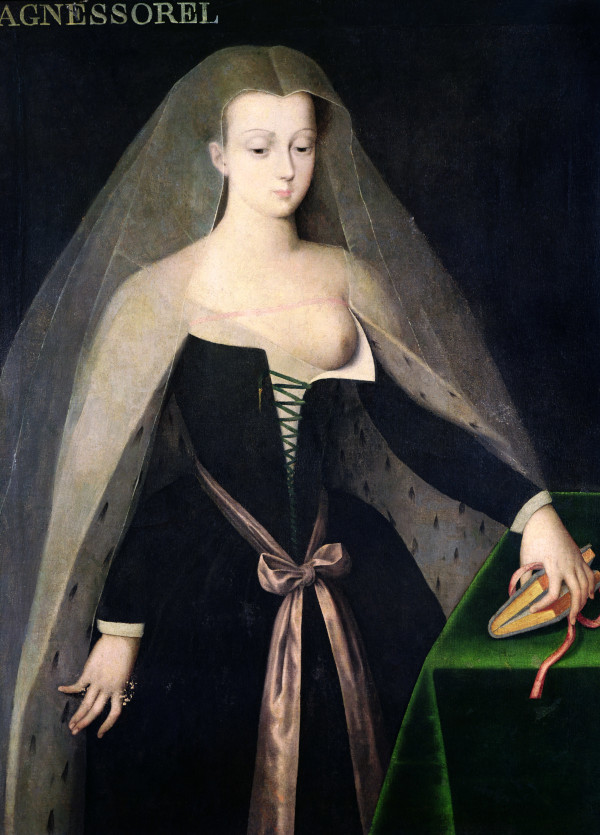
Agnès Sorel, samtida porträtt tillskrivet Jean Fouquet. Hon bär endast sin svarta underklänning över särken.
Den typiska 1400-talsklänningen. En vid, röd, långärmad houppelande fastknuten med skärp under bysten, med en v-ringning som avslöjar den snäva svarta underklänningen och innerst den vita särken.
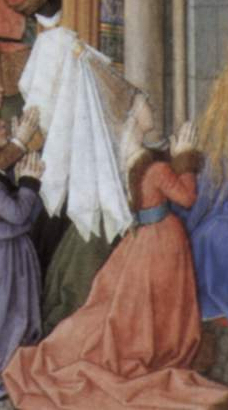
1400-talets berömda huvudbonad: en hennin.

## Herrmode

### Klädedräkt
Män bar innerst en linneskjorta, som under 1400-talet hade blivit vid och veckrik, över snäva linnekalsonger (brokar). Hosorna hade på 1400-talet definitivt blivit hopsydda över baken, medan könet framtill täcktes av en fullt utvecklad blygdkapsel. Över skjortan bars en tättsittande midjekort jacka (doublet), sydd med vida axlar och skört: den sågs inte som ett ytterplagg utan bars för att vara fullt påklädd, då skjortan under denna fortfarande sågs som underkläder. Över den snäva jackan kunde bäras ett överplagg i form av en tabard eller en kort eller fotsid houppelande.  
Kostbara tyger, dyrbara smycken, gyllene klockor och bjällror hörde till "vardagsklädseln". En karakteristisk detalj var de slanka och spetsiga formerna, i såväl huvudbonader som kläder och skor. Furstar och prinsar fick ha skospetsar som var två och en halv gånger fotlängden, rikt folk en gång fotlängden och vanligt folk en halv gång fotens längd. Härifrån kommer talesättet "att leva på stor fot". En annan detalj var mi-parti, vilket innebar att plagget delades i två olikfärgade hälfter. Detta utvecklades vidare till att plaggets högra och vänstra sida kunde vara olikt skuret, till exempel kunde högra ärmen vara vid, och den vänstra smal. Bland modeförebilderna återfanns Karl den djärve; hans klädsel beskrevs av samtida som "mycket prunkande och något överdriven". 

### Hår och huvudbonad
1400-talet var den tidsperiod män började bära hatt och modern mening, och chaperon utgjorde den mest populära modellen.

### Bildgalleri

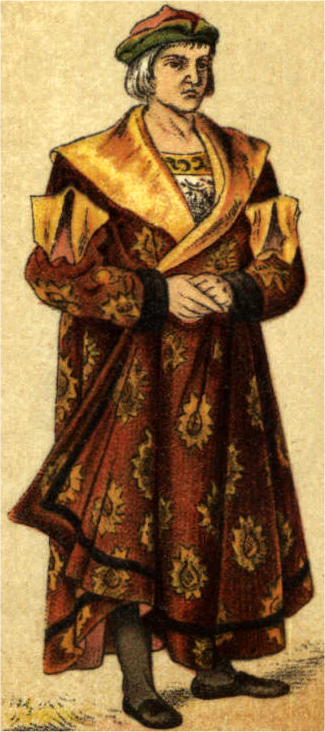
Dräkt, tysk storborgare.
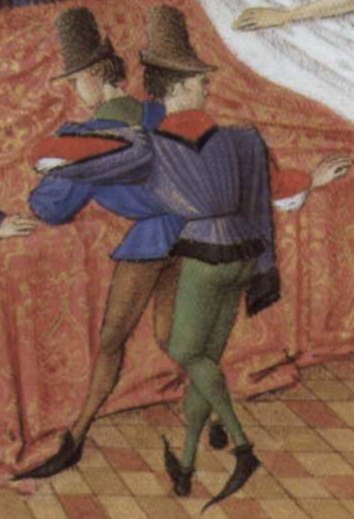
Korta doublet-jackor över snäva hosor som nu blivit hopsydda över bakdelen. Hattar har nu börjat bäras. De typiska spetsiga skorna.
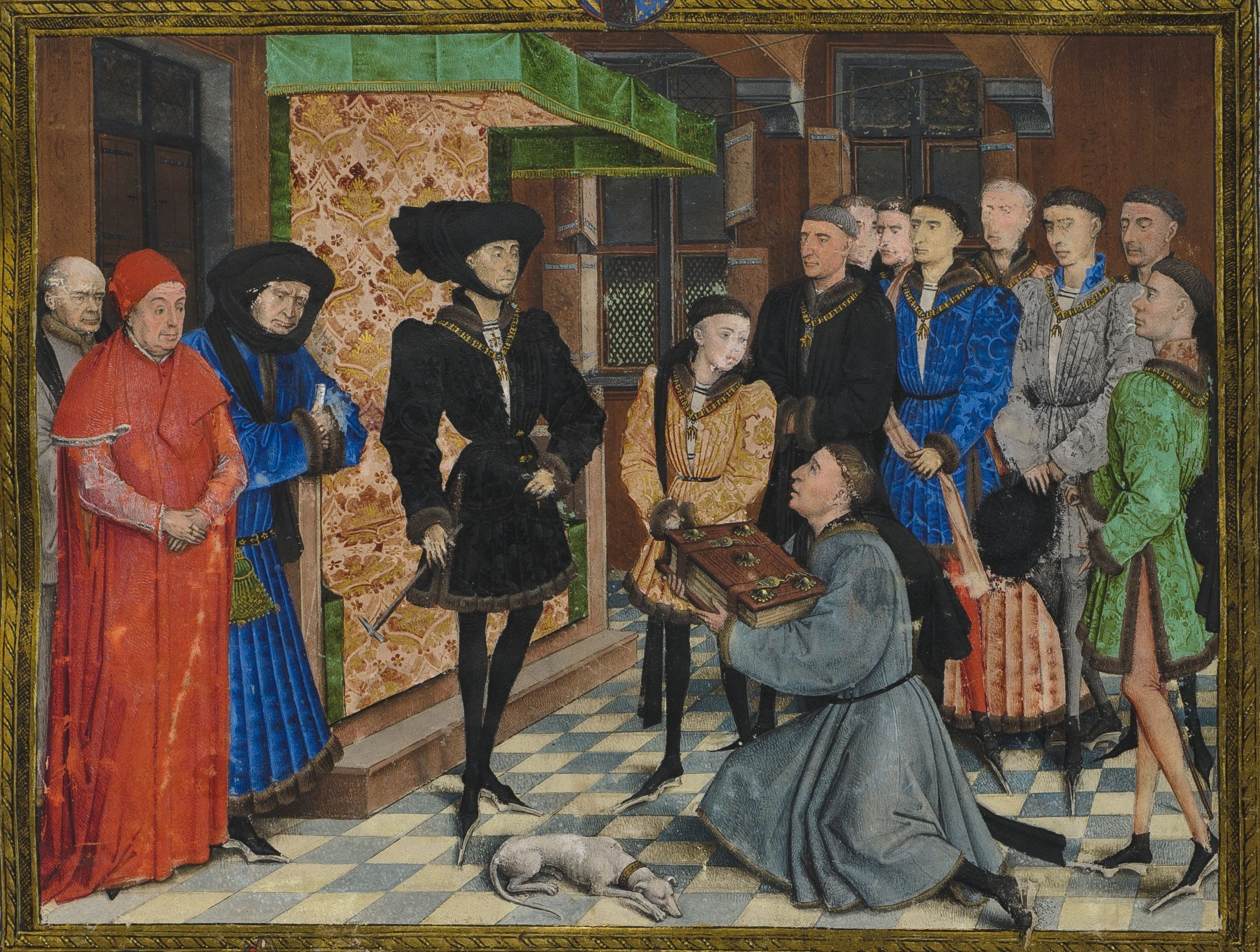
Typiskt 1400-talet, med veckade jackor över snäva hosor.
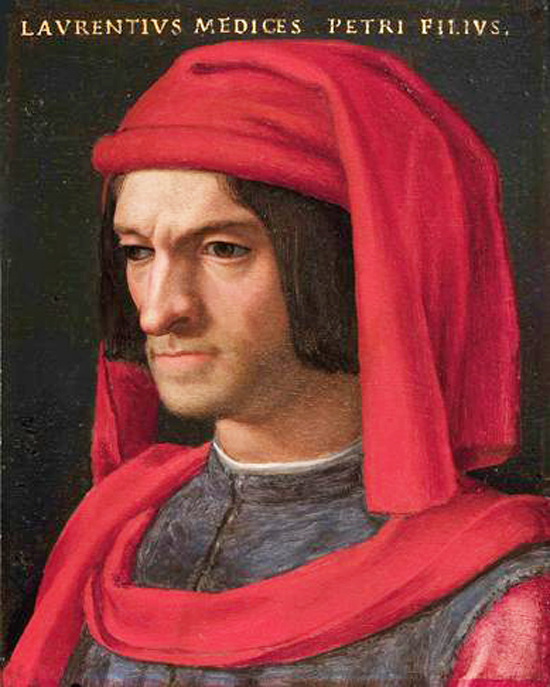
Lorenzo de Medici.
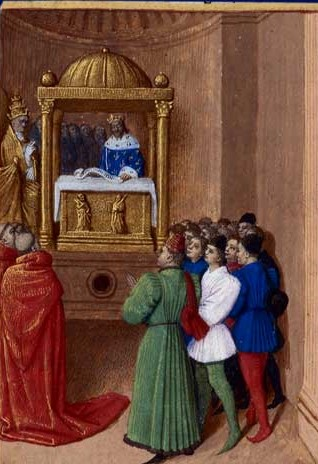
Män bär houppelande i olika längd över sina snäva hosor med spetsiga isydda sulor.